# Erich Freund (Wirtschaftsfunktionär)
Erich Freund (* 5. März 1913; † 21. März 1998) war ein ostdeutscher Wirtschaftsfunktionär und von 1956 bis 1958 Rektor der Hochschule für Außenhandel in der DDR.

## Leben
Freund entstammt einer Arbeiterfamilie. Eine akademische Ausbildung erwarb er im Abendstudium. In der Jugend engagierte er sich in der Arbeiterbewegung. 1928 wurde er Mitglied des Kommunistischen Jugendverbandes und 1930 der KPD. In der Zeit des Nationalsozialismus arbeitete Freund politisch illegal und wurde deshalb 1933/1934 einige Monate inhaftiert. Von 1936 bis 1938 hatte er Kontakt zur Schulze-Boysen/Harnack-Gruppe und war 1938 einige Wochen in Haft.
Nach 1945 beteiligte er sich aktiv am gesellschaftlichen Neuaufbau in der DDR. Er war Vizepräsident einer Hauptverwaltung der Deutschen Wirtschaftskommission (DWK), 1. Stellvertreter des Staatssekretärs für Nahrungs- und Genussmittelindustrie sowie Regierungsbeauftragter für den Handel mit der Bundesrepublik im Ministerium für Außenhandel und Innerdeutschen Handel. Ab Anfang der 1960er Jahre war er zugleich Ko-Vorsitzender im bilateralen Ausschuss zur Förderung des innerdeutschen Handels. Von 1956 bis 1958 war er Rektor der Hochschule für Außenhandel und später Dekan der Fakultät Außenhandel sowie Direktor des Instituts für sozialistische Wirtschaftsführung Außenwirtschaft. Er war an der Ausbildung von Direkt- und Fernstudenten sowie der Weiterbildung von Praktikern des ostdeutschen Außenhandels beteiligt.
Erich Freund wurde mehrmals mit dem Vaterländischen Verdienstorden ausgezeichnet. 1988 erhielt er die Ehrenspange zum Vaterländischen Verdienstorden in Gold. 1961 wurde er mit der Ernst-Moritz-Arndt-Medaille geehrt.